# Miguel Ángel Ayuso Guixot
Miguel Ángel Ayuso Guixot   (Sevilla, 17 de juny de 1952 - Roma, 25 de novembre de 2024)  va ser un bisbe, missioner, professor, escriptor, teòleg, arabista i islamòleg espanyol. Fou ordenat sacerdot el 1982, ha romàs durant diversos anys com a missioner i professor a Egipte i al Sudan. Entre el 2003 i el 2006 fou director del Pontifici Institut d'Estudis Àrabs i Islàmics de Roma. Des del 2012 és secretari del Pontifici Consell per al Diàleg Interreligiós, viceprefecte de la Comissió per a les Relacions Religioses amb els Musulmans i alhora des del gener del 2016 bisbe titular de la diòcesi de Luperciana.

## Biografia
Des de jove va unir-se als Missioners Combonians del Cor de Jesús. Va realitzar la seva formació eclesiàstica a l'institut de la congregació, al qual feu la professió perpètua el 2 de maig del 1980 i finalment el 20 de setembre del 1982 fou ordenat sacerdot per a l'orde.
Durant aquella època també estigué a Itàlia, on es llicencià en àrab i estudis islàmics pel Pontifici Institut d'Estudis Àrabs i Islàmics de Roma i el 2000 obtingué un doctorat en teologia sistemàtica i dogmàtica per la Universitat de Granada.
Alhora, del 1982 al 2002, exercí el seu ministeri pastoral com a missioner a Egipte i al Sudan. Entre els dos països fou professor d'estudis islàmics al Seminari Interdiocesà Sant Pau i al Centre de Formació per a Professors de Religions Cristianes a Jartum (Sudan), també fou professor d'àrab al Centre d'Estudis Àrabs i Islàmics Dar comboni al Caire, que està dirigit per la seva congregació. Després d'aquest darrer any tornà al Pontifici Institut d'Estudis Àrabs i Islàmics de Roma, on ensenyà estudis islàmics i teologia dogmàtica i del qual del 2003 al 2006 fou director.
De seguida, des del 30 de juny del 2012, en successió de Pier Luigi Celata, fou designat pel Papa Benet XVI nou secretari del Pontifici Consell per al Diàleg Intereligiós, que està presidit pel cardenal Jean-Louis Tauran, i vice-prefecte de la Comissió per a les Relacions Religioses amb els Musulmans, presidida pel també cardenal Francis Arinze.
Des d'aleshores ha presidit diverses reunions de diàleg intereligiós a països africans com Egipte, Sudan, Kènia, Etiòpia i Moçambic. A més a més, fa nombroses conferències, ha publicat dos llibres i diversos articles en revistes internacionals.
El 29 de gener del 2016 el Papa Francesc li atorgà el títol honorífic de bisbe titular de la diòcesi de Luperciana. Va rebre la consagració episcopal el 19 de març del mateix any a la basílica de Sant Pere de la Ciutat del Vaticà, a mans del Pontífex, del seu consagrant principal el nunci Peter Brian Wells i dels seus co-consagrants, el secretari per als Afers Generals de la Secretaria d'Estat, Giovanni Angelo Becciu i el prefecte i cardenal Fernando Filoni.